# Ein Mann für eine Saison
Ein Mann für eine Saison (Fever Pitch) ist eine US-amerikanische Filmkomödie von Peter und Bobby Farrelly aus dem Jahr 2005. Die Geschichte ist dem Roman Fever Pitch von Nick Hornby nachempfunden. 1997 war auf dieser Vorlage der Film Ballfieber veröffentlicht worden.

## Handlung
Die Handlung fängt im Jahr 1980 an. Ben Wrightman wird von seinem Onkel Carl erzogen, der ein Fan der Baseballmannschaft Boston Red Sox ist. Als Onkel Carl stirbt, betrachtet Ben die Mannschaft als seine Ersatzfamilie. Der Onkel vererbt ihm auch zwei sehr wertvolle Dauerkarten direkt hinter dem Dugout, der Mannschaftsbank, der Red Sox.
Der im Jahr 2003 30-jährige Ben Wrightman arbeitet als Lehrer und ist weiterhin ein Fan der Boston Red Sox. Er lernt während eines Klassenausflugs die Geschäftsfrau Lindsey Meeks kennen. Seine Schüler sagen ihm danach, die Frau sei „heiß“ und er solle sich mit ihr verabreden. Er versucht, dies zu tun, aber Lindsey lehnt eine Verabredung zunächst ab. Später willigt sie doch ein, als ihre Freunde Robin und Sarah sie dazu überreden.
Nach einer anfänglichen tollen Zeit zu zweit beginnt allerdings die Saison der Red Sox. Aus diesem Grund – Ben fährt seit Jahren mit seinen Freunden zu den „unwichtigen“ Vorbereitungsspielen nach Florida – sagt er auch ein erstes Treffen mit den Eltern von Lindsey ab. Sie sehen im Fernsehen vollkommen durchgeknallte und überdrehte Fans - darunter natürlich Ben, und der Vater reagiert mit negativen Äußerungen über die „Fans“. In der folgenden Zeit wird klar, dass Ben nur für den Sport lebt. So wird die Auslieferung der vererbten Dauerkarten zur Zelebrierung; Tickets für ein Spiel gegen den Erzrivalen New York Yankees gibt es nur für den, der am schönsten tanzt.
Die als Workaholic bekannte Lindsey teilt die Leidenschaft Bens für Baseball nicht, so dass die Beziehung der beiden immer wieder auf eine harte Probe gestellt wird. Sie weiß nichts vom Fluch des Bambino und kann den Namen der Red Sox-Legende Yastrzemski nicht richtig aussprechen. Sie nimmt auch einen Laptop mit ins Stadion, um von dort weiter zu arbeiten, was Ben nicht passt. Bei diesem Spiel wird Lindsay von einem Foul Ball getroffen und geht danach nicht mehr mit zu den Spielen. Der Höhepunkt der Krise wird erreicht, als Ben das erste Spiel seit über elf Jahren absagt, um mit Lindsay zu einer Party zu gehen. Den Abend bezeichnet er als „schönsten seines Lebens“, bis ihn ein Anruf erreicht, in dem ihn vom „größten Spiel der Red Sox“ berichtet wird. Nach einer unglaublichen Aufholjagd konnten die Red Sox den Erzrivalen New York Yankees schlagen, sie hatten einen 7-Punkte-Rückstand im letzten Durchgang aufgeholt. Für Ben bricht eine Welt zusammen, und er verflucht den noch bis vor kurzem tollen Abend, was zur Trennung der beiden führt.
Als Ben erkennt, dass es selbst für die Spieler der Red Sox ein Leben außerhalb des Spielfelds gibt, beschließt er, seine Dauerkarten an Robins Ehemann Chris zu verkaufen um Lindsey zurückzugewinnen. Als Lindsay von dem anstehenden Verkauf der beiden Dauerkarten erfährt, läuft sie in einer spektakulären Aktion während eines Matches über das Spielfeld zu Ben, um ihn davon abzuhalten. Bei diesem Spiel handelt es sich um Spiel 4 der AL-Championship-Serie der Red Sox gegen die Yankees; nach diesem gewannen die Red Sox die Serie nach 0:3 Siegen Rückstand noch mit 4:3. Ein Happy End im doppelten Sinne: Meeks und Wrightman werden zusammen glücklich und die Red Sox gewinnen die World Series, die Meisterschaft der MLB. Für die Red Sox war der Titelgewinn 2004 der erste Meistertitel in 86 Jahren.

## Kritiken
James Berardinelli bezeichnete den Film auf ReelViews als eine „kuriose Mischung“ von Klugheit und „Schmalz“. Die Slapstick-Einlagen von Jimmy Fallon, welche auf ein Minimum beschränkt seien, kritisierte Berardinelli als „unwitzig“, ansonsten sei der Darsteller „genießbar“ („palatable“). Die Charaktere der Freunde der Hauptcharaktere seien nicht ausreichend entwickelt, das Ende des Films befand der Kritiker als übereilt.
Das Lexikon des internationalen Films meinte: „Von überzeugenden Darstellern getragene, dezent entwickelte Komödie nach einem Bestseller von Nick Hornby, die grundlegend unterschiedliche Sichtweisen auf das Beziehungsgeflecht zwischen Mann und Frau darzustellen versucht.“

## Auszeichnungen
Der Film wurde im Jahr 2005 in sieben Kategorien für den Teen Choice Award nominiert, darunter Jimmy Fallon, Drew Barrymore und als Bester Film. Drew Barrymore wurde 2005 für den IFTA Award nominiert.

## Hintergrund
Der Film wurde in Boston, in St. Louis, in Toronto und in Niagara Falls (Ontario) gedreht. Seine Produktionskosten betrugen schätzungsweise 39,7 Millionen US-Dollar. Der Film spielte in den Kinos der USA ca. 42,1 Millionen US-Dollar ein.
Zweimal wird im Film der Song Tessie der Dropkick Murphys gespielt, der eng mit der gewonnenen Meisterschaft durch die Red Sox 2004 zusammenhängt.